# Dalea leporina
Dalea leporina là một loài thực vật có hoa trong họ Đậu. Loài này được (Aiton) Bullock miêu tả khoa học đầu tiên.